# 有关第三者的111个建议
《有关第三者的111个建议》是钱海燕 (漫画家)的漫画，根据英国《金融时报》女记者的体验文章画的，在作者已婚后出的中英文对照版漫画书。作家出版社出版，而作者大学毕业后去了家报社，因为完不成工作量就偷懒用漫画充数。